# Homalonychus theologus
Espèce
Homalonychus theologus est une espèce d'araignées aranéomorphes de la famille des Homalonychidae.

## Distribution
Cette espèce se rencontre au Mexique en Basse-Californie et en Basse-Californie du Sud et aux États-Unis dans le Sud de la Californie et dans le Sud du Nevada,,.

## Description

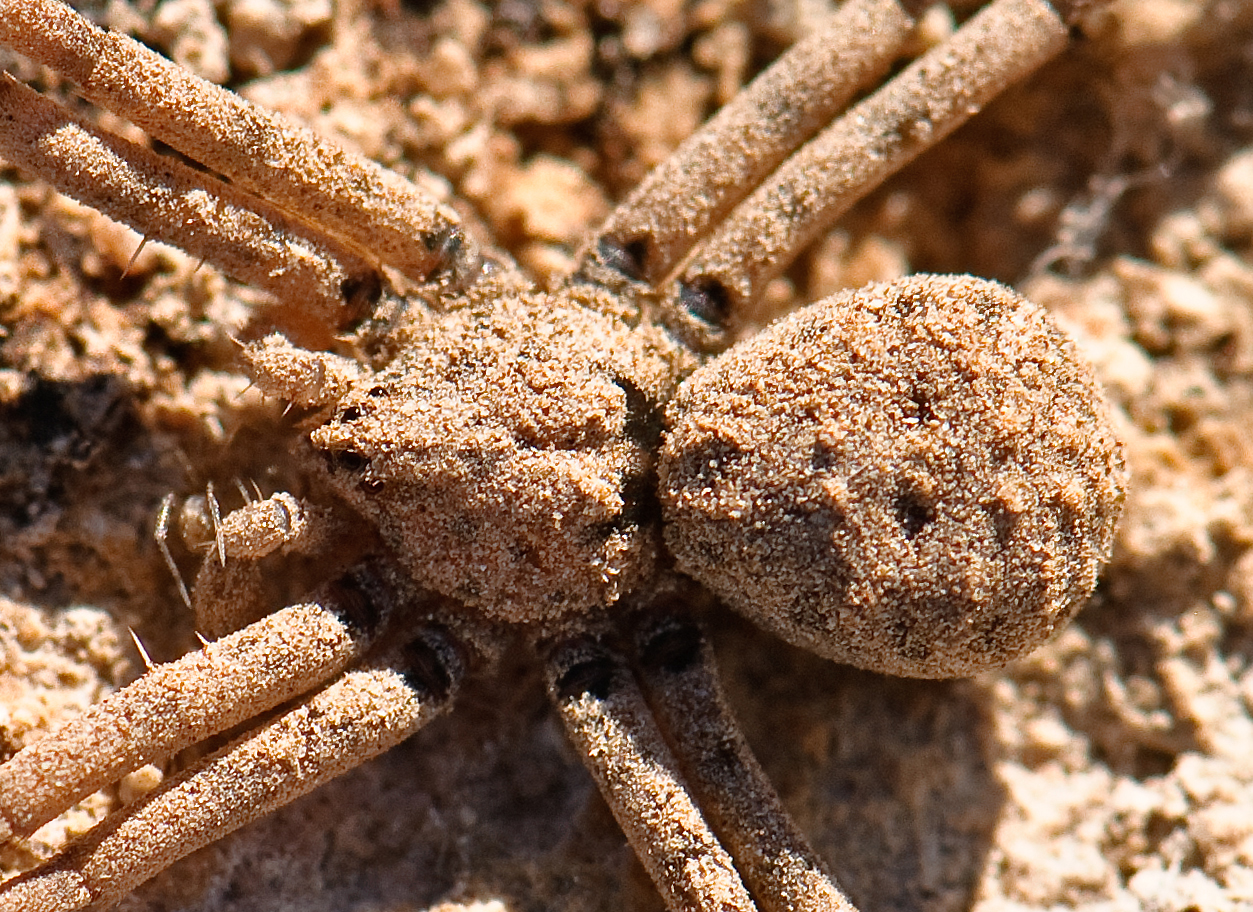
Homalonychus theologus ♂

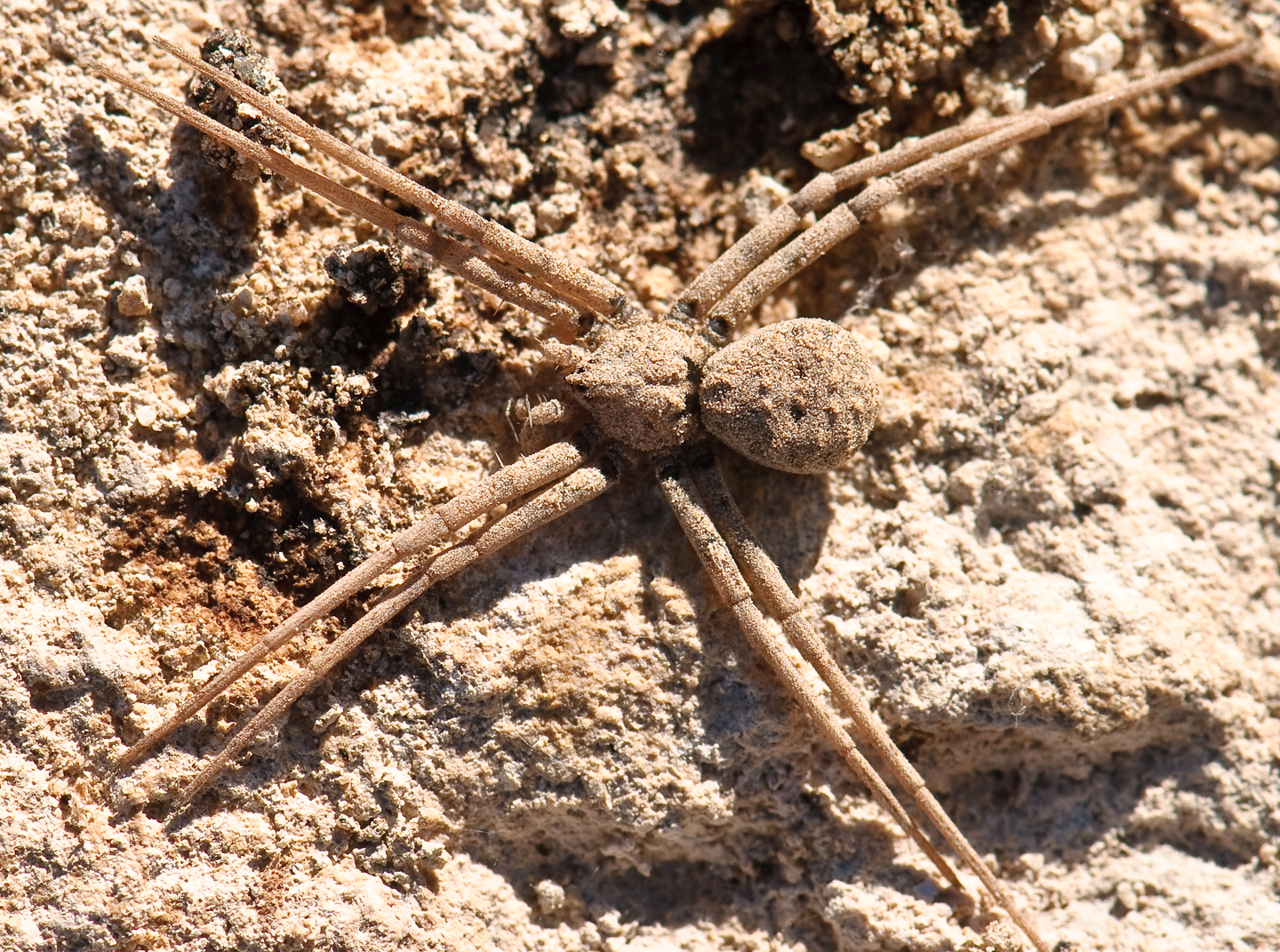
Homalonychus theologus ♂

La femelle holotype mesure 10 mm.
Le mâle décrit par Roth en 1984 mesure 7,0 mm et la femelle 8,5 mm.

## Systématique et taxinomie
Cette espèce a été décrite par Chamberlin en 1924. 

## Publication originale
- Chamberlin, 1924 : « The spider fauna of the shores and islands of the Gulf of California. » Proceedings of the California Academy of Sciences, sér. 4, vol. 12, p. 561-694 (texte intégral).